# Osmylops placidus
Osmylops placidus är en insektsart som först beskrevs av Gerstaecker 1885.  Osmylops placidus ingår i släktet Osmylops och familjen Nymphidae. Inga underarter finns listade i Catalogue of Life.